# Jan Rezek
Jan Rezek (Teplice, Checoslovaquia, 5 de mayo de 1982) es un jugador y entrenador de fútbol checo. Juega como centrocampista o delantero en el TJ Sokol Březno y también es entrenador asistente del FK Teplice.

## Trayectoria
Jugó para varios clubes checos y también pasó una temporada en Rusia con el FC Kubán Krasnodar. En 2003, ganó la Copa de la República Checa con el FK Teplice, un año más tarde ganó la Copa con el Sparta Praga. Ganó la Gambrinus liga en la temporada 2006-07 con el Sparta y la Copa en el mismo año. En 2010, ganó la Copa con el FC Viktoria Pilsen. En julio de 2013, Rezek firmó un contrato de dos años y medio con el Changchun Yatai de la Superliga de China. El 14 de julio, hizo su debut y marcó su primer gol con el Changchun en la derrota por 3-2 ante el Shandong Luneng Taishan. En 2014, ficha por el club chipriota Apollon Limassol y en 2015 se incorpora al Ermis Aradippou, pero a mediados del mismo año se une al 1. FK Příbram. En julio de 2017, vuelve al FK Teplice. Regresó al Příbram en 2018. En 2021, retorna al Teplice, para jugar en el equipo B. Actualmente milita en el Sokol Březno, siendo a la vez entrenador asistente del FK Teplice.

## Selección nacional
Fue internacional con la selección de fútbol de la República Checa en 21 ocasiones y convirtió 4 goles.
En 2012, fue convocado para disputar la Eurocopa, donde el combinado checo llegó hasta los cuartos de final.

### Participaciones en Eurocopas
| Copa          | Sede            | Resultado        | Partidos | Goles |
| ------------- | --------------- | ---------------- | -------- | ----- |
| Eurocopa 2012 | Polonia Ucrania | Cuartos de final | 3        | 0     |

### Goles internacionales
| #  | Fecha                   | Lugar                   | Oponente | Marcador | Resultado | Competición                               |
| -- | ----------------------- | ----------------------- | -------- | -------- | --------- | ----------------------------------------- |
| 1. | 6 de septiembre de 2011 | Praga, República Checa  | Ucrania  | 3–0      | 4-0       | Amistoso                                  |
| 2. | 11 de octubre de 2011   | Kaunas, Lituania        | Lituania | 0–2      | 1-4       | Clasificación para la Eurocopa 2012       |
| 3. | 11 de octubre de 2011   | Kaunas, Lituania        | Lituania | 0–3      | 1-4       | Clasificación para la Eurocopa 2012       |
| 4. | 12 de octubre de 2012   | Pilsen, República Checa | Malta    | 3–1      | 3-1       | Clasificación para la Copa del Mundo 2014 |

## Clubes

### Como jugador
| Club                      | País            | Año       |
| ------------------------- | --------------- | --------- |
| FK Teplice                | República Checa | 2002-2003 |
| → FK Chomutov (cedido)    | República Checa | 2002      |
| Sparta Praga              | República Checa | 2004-2005 |
| Kubán Krasnodar           | Rusia           | 2005-2006 |
| FC Viktoria Pilsen        | República Checa | 2006      |
| Sparta Praga              | República Checa | 2006-2008 |
| → Bohemians 1905 (cedido) | República Checa | 2008      |
| FC Viktoria Pilsen        | República Checa | 2008-2011 |
| Anorthosis Famagusta      | Chipre          | 2011-2013 |
| Changchun Yatai           | China           | 2013-2014 |
| Apollon Limassol          | Chipre          | 2014      |
| Ermis Aradippou           | Chipre          | 2015      |
| 1. FK Příbram             | República Checa | 2015-2017 |
| FK Teplice                | República Checa | 2017-2018 |
| 1. FK Příbram             | República Checa | 2018-2021 |
| FK Teplice B              | República Checa | 2021-2023 |
| TJ Sokol Březno           | República Checa | 2023-     |

### Como entrenador
| Club                          | País            | Año       |
| ----------------------------- | --------------- | --------- |
| FK Teplice sub-19 (asistente) | República Checa | 2021-2023 |
| FK Teplice (asistente)        | República Checa | 2023-     |

## Palmarés

### Campeonatos nacionales
| Título                     | Club               | País            | Año  |
| -------------------------- | ------------------ | --------------- | ---- |
| Copa de la República Checa | FK Teplice         | República Checa | 2003 |
| Copa de la República Checa | Sparta Praga       | República Checa | 2004 |
| Liga checa                 | Sparta Praga       | República Checa | 2005 |
| Liga checa                 | Sparta Praga       | República Checa | 2007 |
| Copa de la República Checa | Sparta Praga       | República Checa | 2007 |
| Copa de la República Checa | FC Viktoria Pilsen | República Checa | 2010 |
| Liga checa                 | FC Viktoria Pilsen | República Checa | 2011 |

### Distinciones individuales
| Distinción                            | Año                    |
| ------------------------------------- | ---------------------- |
| Premio PASP al mejor gol de la semana | 2012 (3.ª y 4.ª fecha) |